# Atelopus spumarius
Atelopus spumarius är en groddjursart som beskrevs av Cope 1871. Atelopus spumarius ingår i släktet Atelopus och familjen paddor. IUCN kategoriserar arten globalt som sårbar. Inga underarter finns listade.

## Bildgalleri

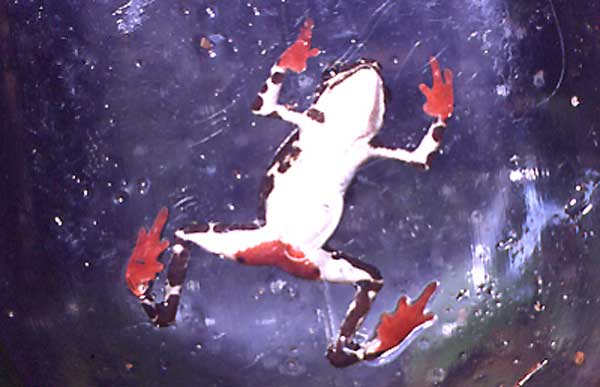
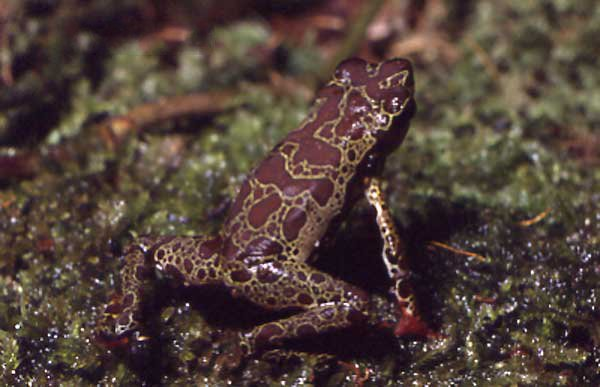